# 몬테로두니
몬테로두니(이탈리아어: Monteroduni)는 이탈리아 몰리세주 이세르니아도의 코무네다. 캄포바소로부터 서쪽으로 40km, 이세르니아에서 남서쪽 11km거리에 위치해있다.